# Fahrudin Omerović
Fahrudin Omerović (Doboj, 1961. augusztus 26. –) jugoszláv válogatott bosnyák labdarúgó, kapus.

## Pályafutása

### Klubcsapatban
1980 és 1984 között a Sloboda Tuzla, 1984 és 1992 között a Partizan, 1992 és 1995 között a török Kocaelispor, majd 1996 és 1998 között az İstanbulspor labdarúgója volt. A Partizannal két-két jugoszláv bajnoki címet (1985–86, 1986–87) és kupagyőzelmet (1989, 1992) ért el.

### A válogatottban
1989 és 1992 között nyolc alkalommal szerepelt a jugoszláv válogatottban. 1989. május 27-én Brüsszelben, a belga válogatott ellen egy barátságos mérkőzésen mutatkozott be a válogatottban. A találkozó 1–0-s belga győzelemmel ért véget. Tagja volt az 1990-es olaszországi világbajnokságon részt vevő jugoszláv csapatnak, de mérkőzésen nem szerepelt a tornán. Utolsó hivatalos szereplése a jugoszláv válogatottban 1992. március 25-én Amszterdamban egy Hollandia elleni barátságos mérkőzésen volt, ahol 2–0-s holland győzelem született.
1996-ban háromszor játszott a bosznia-hercegovinai válogatottban. 1996. április 24-én Zenicában, az albán válogatott ellen egy barátságos mérkőzésen mutatkozott be a bosznia-hercegovinai válogatottban. A találkozó 0–0-s döntetlennel zárult. Utolsó szereplése a válogatottban 1996. október 8-án Bolognában egy Horvátország elleni világbajnoki-selejtező-mérkőzésen volt, ahol a 4–1-es horvát győzelem született.

## Sikerei, díjai
FK Partizan
- Jugoszláv bajnokság (Prva liga)
  - bajnok (2): 1985–86, 1986–87
- Jugoszláv kupa (Kup Maršala Tita)
  - győztes (2): 1989, 1992

## Statisztika

### Klubpályafutás
| Csapat        | Ország      | Bajnokság | Idény    | Mérk. | Gól |
| ------------- | ----------- | --------- | -------- | ----- | --- |
| Sloboda Tuzla | Jugoszlávia | Prva liga | 1980–81  | 5     | 1   |
| Sloboda Tuzla | Jugoszlávia | Prva liga | 1981–82  | 24    | 0   |
| Sloboda Tuzla | Jugoszlávia | Prva liga | 1982–83  | 31    | 0   |
| Sloboda Tuzla | Jugoszlávia | Prva liga | 1983–84  | 34    | 0   |
| Partizan      | Jugoszlávia | Prva liga | 1984–85  | 33    | 0   |
| Partizan      | Jugoszlávia | Prva liga | 1985–86  | 34    | 0   |
| Partizan      | Jugoszlávia | Prva liga | 1986–87  | 34    | 0   |
| Partizan      | Jugoszlávia | Prva liga | 1987–88  | 28    | 0   |
| Partizan      | Jugoszlávia | Prva liga | 1988–89  | 26    | 0   |
| Partizan      | Jugoszlávia | Prva liga | 1989–90  | 25    | 0   |
| Partizan      | Jugoszlávia | Prva liga | 1990–91  | 29    | 0   |
| Partizan      | Jugoszlávia | Prva liga | 1991–92  | 29    | 0   |
| Kocaelispor   | Törökország | 1. Lig    | 1992–93  | 30    | 0   |
| Kocaelispor   | Törökország | 1. Lig    | 1993–94  | 30    | 0   |
| Kocaelispor   | Törökország | 1. Lig    | 1994–95  | 31    | 0   |
| Kocaelispor   | Törökország | 1. Lig    | 1995–96  | 2     | 0   |
| İstanbulspor  | Törökország | 1. Lig    | 1995–96  | 17    | 0   |
| İstanbulspor  | Törökország | 1. Lig    | 1996–97  | 0     | 0   |
| İstanbulspor  | Törökország | 1. Lig    | 1997–98  | 0     | 0   |
| Összesen      | Összesen    | Összesen  | Összesen | 442   | 1   |

### Mérkőzései a jugoszláv válogatottban
| Jugoszlávia | Jugoszlávia         | Jugoszlávia                      | Jugoszlávia   | Jugoszlávia | Jugoszlávia | Jugoszlávia  | Jugoszlávia | Jugoszlávia |
| #           | Dátum               | Helyszín                         | Hazai         | Eredmény    | Vendég      | Kiírás       | Gólok       | Esemény     |
| ----------- | ------------------- | -------------------------------- | ------------- | ----------- | ----------- | ------------ | ----------- | ----------- |
| 1.          | 1989. május 27.     | Brüsszel, Heysel Stadion         | Belgium       | 1 – 0       | Jugoszlávia | barátságos   | -           | 46'         |
| 2.          | 1989. augusztus 23. | Kuopio, Väinölänniemen stadion   | Finnország    | 2 – 2       | Jugoszlávia | barátságos   | -           |             |
| 3.          | 1989. október 28.   | Athén, Olimpiai Stadion (GRE)    | Ciprus        | 1 – 2       | Jugoszlávia | vb-selejtező | -           |             |
| 4.          | 1991. augusztus 8.  | Aosta, Stadio Mario Puchoz (ITA) | Csehszlovákia | 0 – 0       | Jugoszlávia | barátságos   | -           |             |
| 5.          | 1991. október 16.   | Landskrona, Landskrona IP (SWE)  | Feröer        | 0 – 2       | Jugoszlávia | Eb-selejtező | -           |             |
| 6.          | 1991. október 30.   | Varginha, Melão                  | Brazília      | 3 – 1       | Jugoszlávia | barátságos   | -           |             |
| 7.          | 1991. november 13.  | Bécs, Práter-stadion             | Ausztria      | 0 – 2       | Jugoszlávia | Eb-selejtező | -           |             |
| 8.          | 1992. március 25.   | Amszterdam, Stadion De Meer      | Hollandia     | 2 – 0       | Jugoszlávia | barátságos   | -           |             |
|             | Összesen            |                                  |               | 8           | mérkőzés    |              | 0           | gól         |

### Mérkőzései a bosznia-hercegovinai válogatottban
| Bosznia-Hercegovina | Bosznia-Hercegovina | Bosznia-Hercegovina                    | Bosznia-Hercegovina | Bosznia-Hercegovina | Bosznia-Hercegovina | Bosznia-Hercegovina | Bosznia-Hercegovina | Bosznia-Hercegovina |
| #                   | Dátum               | Helyszín                               | Hazai               | Eredmény            | Vendég              | Kiírás              | Gólok               | Esemény             |
| ------------------- | ------------------- | -------------------------------------- | ------------------- | ------------------- | ------------------- | ------------------- | ------------------- | ------------------- |
| 1.                  | 1996. április 24.   | Zenica, Bilino Polje Stadion           | Bosznia-Hercegovina | 0 – 0               | Albánia             | barátságos          | -                   |                     |
| 2.                  | 1996. szeptember 1. | Kalamáta, Mesziniakósz Stadion         | Görögország         | 3 – 0               | Bosznia-Hercegovina | vb-selejtező        | -                   |                     |
| 3.                  | 1996. október 8.    | Bologna, Renato Dall’Ara Stadion (ITA) | Bosznia-Hercegovina | 1 – 4               | Horvátország        | vb-selejtező        | -                   |                     |
|                     | Összesen            |                                        |                     | 3                   | mérkőzés            |                     | 0                   | gól                 |